# 脱火赤
脱火赤，元朝大臣，元顺帝时中书参知政事。
至正十三年（1353年），脱火赤以资政院使统兵镇压农民起义，攻占江州路。至正十九年（1359年），担任中书省参知政事，分省太原。后来封为蓟国公，他上疏请求停止营建三宫，元顺帝于是命将造作军匠减半，但是经营如故。至正二十七年（1367年），以太尉、知枢密院事和右丞相也速领军守卫山东，阻止明军北上。至正二十八年（1368年）二月，再次受命和平章政事魏赛因不花进军晋宁路，攻打扩廓帖木儿。至正二十九年（1369年）六月甲戌，明军攻克大兴州，执中书右丞脱火赤。